# Bereich Siebengebirge
Der Bereich Siebengebirge ist einer von zwei Weinbaubereichen im in § 3 Abs. 1 Nr. 5 Weingesetz genannten Weinbaugebiet Mittelrhein. Er ist der einzige Weinbaubereich in Nordrhein-Westfalen.
Der Bereich Siebengebirge umfasst ausschließlich die Großlage Petersberg. Leitgemeinde ist Königswinter. Die hängig-steile Anbaufläche ist insgesamt rd. 20 ha groß. Der Weinbau wird in neun Einzellagen in den Leitgemeinden Bonn, Königswinter, Niederdollendorf, Oberdollendorf und Rhöndorf hauptsächlich an den südwestlich ausgerichteten Hängen des Siebengebirges betrieben.